# Legge di Linus
L'aforisma «Dato un numero sufficiente di occhi, tutti i bug vengono a galla» («given enough eyeballs, all bugs are shallow»), fu coniato da Eric Steven Raymond nel saggio La cattedrale e il bazaar e fu ispirato dal successo dell'informatico finlandese Linus Torvalds nella realizzazione del kernel Linux. Per questo motivo l'aforisma è conosciuto come la legge di Linus.

## Significato
Lo sviluppo del kernel Linux ha seguito un modello a bazaar, come definito dallo stesso Raymond nel suddetto saggio. Questo modello privilegia una forte collaborazione tra i programmatori, rendendo il codice sorgente aperto e visionabile da chiunque ed è tipico del software open source e del software libero.
Essendo il codice sorgente visionabile da chiunque, i bug sono facilmente scovati e risolti: da questo importante punto, il significato dell'aforisma.
Nel saggio di Raymond il modello a bazaar viene contrapposto al modello a cattedrale, nel quale il codice sorgente rimane chiuso e quindi visionabile e modificabile solo da pochi programmatori. Questo modello porta spesso a ciò che in inglese viene definito Security through obscurity, cioè ottenere la sicurezza del software tramite il segreto delle falle (bug) scoperte. Questo genere di modello di sviluppo è solitamente utilizzato per il software proprietario.

## Diffusione
Il concetto espresso dall'aforisma è tanto universale che viene spesso utilizzato anche al di fuori del contesto puramente informatico.

### Wikipedia
Un esempio è quello di Wikipedia, che segue un modello a bazaar. Proprio a proposito di questo punto, Larry Sanger, riferendosi a questo aforisma, in passato affermò: "Dati sufficienti occhi, tutti gli errori sono superficiali".

## L'etica hacker
Spesso con legge di Linus ci si riferisce anche alla definizione etico-filosofica dell'agire hacker data dallo stesso Torvalds.

### L'agire hacker
Secondo questa definizione, l'agire che spinge gli esseri umani può essere diviso in tre fasi: l'avanzamento da una fase alla successiva determina il processo evolutivo.
Le tre fasi sono la sopravvivenza, la vita sociale e l'intrattenimento.

#### La sopravvivenza
La sopravvivenza si pone alla base dell'esistenza, dato che ogni essere innanzitutto cerca di sopravvivere. Essa quindi è un fattore motivazionale ma, in un sistema economico-sociale sviluppato, non è più una preoccupazione quotidiana.

#### La vita sociale
La vita sociale è una spinta motivazionale molto forte. L'individuo inserito in una società deve sempre rapportare le proprie azioni a quest'ultima, tenendo in certi casi in maggior considerazione i legami sociali piuttosto che la vita stessa: si pensi al concetto di morire per la propria famiglia/per amore/per la religione/per il proprio paese.

#### L'intrattenimento
L'intrattenimento è l'ultima di queste fasi. Non deve essere inteso come giocare ai videogame o guardare la tv, ma come qualcosa di intrinsecamente interessante e stimolante, una cieca passione che sta alla base delle nostre azioni.
(Linus Torvalds)

#### Il denaro
Esiste poi il denaro come motivazione, che è certamente utile come mezzo di scambio per le cose che ci interessano davvero, ma che di certo non potrà mai comprare né legami sociali né intrattenimento.

#### Conclusione
Gli hacker quindi vanno al di là dell'utilizzo del computer per sopravvivere. Il computer diventa un mezzo per i propri rapporti sociali ma soprattutto è intrattenimento.
Da tutto questo deriva il progetto di Linux, il sistema operativo free e open source che deve il proprio sviluppo alla passione per lo sviluppo in sé e non per fini puramente commerciali.